# Parafia Narodzenia Najświętszej Maryi Panny w Borzęcinie
Parafia pw. Narodzenia Najświętszej Maryi Panny w Borzęcinie – parafia rzymskokatolicka znajdująca się w diecezji tarnowskiej w dekanacie Szczepanów. Erygowana w 1364. Mieści się pod numerem 592. Prowadzą ją księża diecezjalni.